# Bolesław Koryga
Bolesław Koryga ps. „ Orlik” (ur. 15 listopada 1919 w Gorlicach, zm. grudzień 1964) – podchorąży rezerwy WP przy 20 pułku piechoty Ziemi Krakowskiej, żołnierz ZWZ-AK, dowódca 7 kompanii, III batalionu 1 pułku strzelców podhalańskich Armii Krajowej. Odznaczony Orderem Wojennym Virtuti Militari przez Rząd Polski w Londynie.

## Życiorys
Bolesław Koryga uzyskał dyplom dojrzałości w Gimnazjum w Gorlicach w 1938 r. a następnie ukończył Szkołę Podchorążych Rezerwy WP przy 20 pp Ziemi Krakowskiej. Walczył w kampanii wrześniowej, podczas której został ranny. Na początku wojny był przewodnikiem dla osób przekraczających granicę węgierską. W grudniu 1939 r. wstąpił do ZWZ i przyjął ps. „Orlik”. Został mianowany adiutantem w sztabie Komendy Obwodu Gorlice, Inspektoratu Nowy Sącz AK. Dowodził oddziałem partyzanckim „Cios”, który działał w rejonie Magury i Chełmu. Po utworzeniu 1 pułku strzelców podhalańskich i jego zaprzysiężeniu 24 września 1944 roku jako jednostki Wojska Polskiego, pchor. Koryga dowodził 7 kompanią III batalionu 1 pspodh. AK. W dniu 18 marca 1945 r. mjr Adam Stabrawa, dowódca 1 pspodh. AK, wystąpił z wnioskiem o awans na stopień podporucznika dla Bolesława Korygi. Wniosek został zatwierdzony rozkazem komendanta Okręgu Kraków AK z dnia 5 kwietnia 1945 r. Po wojnie był poszukiwany przez Urząd Bezpieczeństwa. Wyjechał do Wrocławia gdzie przebywał pod przybranym nazwiskiem Zbigniewa Laskosia, pilota, który zginął w 1941 w Anglii. Bolesław Koryga zmarł tragicznie w wypadku w 1964 r.